# Budha Theh
Budha Theh è una suddivisione dell'India, classificata come census town, di 8.730 abitanti, situata nel distretto di Amritsar, nello stato federato del Punjab. In base al numero di abitanti la città rientra nella classe V (da 5.000 a 9.999 persone).

## Geografia fisica
La città è situata a 31° 32' 36 N e 75° 17' 29 E.

## Società

### Evoluzione demografica
Al censimento del 2001 la popolazione di Budha Theh assommava a 8.730 persone, delle quali 4.855 maschi e 3.875 femmine. I bambini di età inferiore o uguale ai sei anni assommavano a 1.017, dei quali 527 maschi e 490 femmine. Infine, coloro che erano in grado di saper almeno leggere e scrivere erano 6.266, dei quali 3.816 maschi e 2.450 femmine.